# Красный Октябрь (Плавский район)
Красный Октябрь — посёлок в Плавском районе Тульской области России.
В рамках административно-территориального устройства входит в Ново-Никольский сельский округ Плавского района, в рамках организации местного самоуправления включается в Молочно-Дворское сельское поселение.

## География
Расположен в 33 км к югу от города Плавска и в 88 км к югу от центра Тулы.

## Население
| 2002 | 2010 |
| ---- | ---- |
| 125  | ↘114 |

Население — 114 чел. (2010).